# Ptilodexia strigilata
Ptilodexia strigilata är en tvåvingeart som först beskrevs av Wulp 1891.  Ptilodexia strigilata ingår i släktet Ptilodexia och familjen parasitflugor. Inga underarter finns listade i Catalogue of Life.